# Шталь (футбольный клуб, Бранденбург-на-Хафеле)
«Шталь» — немецкий футбольный клуб из Бранденбурга-на-Хафеле.

## История
Команда была основана 20 ноября 1950 года как футбольный клуб спортивного общества «Шталь». До 1955 года выступала в Бецирксклассе, после расформирования другого клуба из Бранденбурга — «Айнхайта», «Шталь» заняла его место в Бециркслиге. В 1958 году последовало повышение в классе и выход во вторую ГДР-Лигу. «Шталь» не смогла удержаться в ней и по итогам первого же сезона выбыла обратно в Бециркслигу, заняв 13-е место.
Второй раз в своей истории команда вышла в ГДР-Лигу в 1970 году и очень долго выступала на этом уровне. Уже в сезоне 1972/73 «Шталь» заняла второе место в своей группе, а спустя 10 лет команде удалось стать победителем группы, но в переходном турнире за выход в Оберлигу «Шталь» заняла только 3-е место. В следующем сезоне 1983/84 команда выиграла как группу, так и переходный турнир и вышла в Оберлигу.
Высоких результатов команда достигла в сезоне 1985/86, заняв 5-е место в Оберлиге, что позволило «Штали» принять участие в Кубке УЕФА 1986/87. В первом раунде был обыгран североирландский клуб «Колрейн» (1:1 в гостях и 1:0 дома), но уже во втором раунде по сумме двух матчей команда уступила будущему обладателю кубка шведскому «Гётеборгу». В сезоне 1987/88 «Шталь» заняла в чемпионате наивысшее в своей истории 4-е место.
В 1990 году команда перестала быть частью СО «Шталь», а в 1993 году сменила название на «Бранденбург». После объединения Германии клуб один сезон (1991/92) отыграл во Второй Бундеслиге, а по итогам сезона 1995/96 выбыл и из Оберлиги. В 1998 году клуб обанкротился и вернулся к названию «Шталь».

## Результаты в Оберлиге ГДР
| Сезон   | Место |
| ------- | ----- |
| 1984/85 | 11    |
| 1985/86 | 5     |
| 1986/87 | 9     |
| 1987/88 | 4     |
| 1988/89 | 11    |
| 1989/90 | 10    |
| 1990/91 | 8     |

## Известные игроки
В список включены игроки, выступавшие за национальные сборные своих стран
| - Маркус Вуккель - Вильфрид Клингбиль - Штеффен Фройнд | - Михаэль Хартман - Рене Шнайдер - Эберхард Янотта |